# Dit i fet
El Dit i fet fou un concurs de TV3 dirigit per Josep Maria Ferrer Arpí on cada setmana s'enfrontaven escoles o entitats de dos pobles, viles o ciutats d'arreu de Catalunya en diverses proves, que versaven al voltant d'un tema central, relacionat amb la cultura, la ciència, l'esport o la vida quotidiana. S'emetia en directe els dissabtes a la tarda dels anys 1988 i 1989, durava aproximadament uns 90 minuts i aconseguia setmana rere setmana mobilitzar moltíssims vilatans que feien mans i mànigues per defensar l'honor del seu poble. En aquest programa la periodista Gemma Nierga va debutar a TV3 formant part d'una de les unitats mòbils desplaçades a les localitats. La periodista desplaçada a l'altra unitat mòbil era Pepa Fernández.
Primera temporada
A la primera temporada, el programa va ser rebatejat durant un temps com 'El joc del dissabte' perquè "Dit i fet" era l'eslògan de Convergència i Unió a les eleccions al Parlament de Catalunya del 29 de maig de 1988. Hi participaven cada setmana dos centres d'ensenyament d'arreu. L'estrena la van protagonitzar, el 16 de gener de 1988, l'Institut de Batxillerat Gaudí de Reus i l'Institut Politècnic de Formació Professional de Vic, amb victòria final per als primers, per 69 a 45.
Segona temporada
Els participants van passar a ser entitats de tot tipus, representants de dues poblacions. Se sotmetien a diverses proves, que es presentaven a l'inici del programa. N'hi havia quatre que eren puntuables per part d'un jurat d'estudi format per 10 persones: eren 'El pregó' -en connexió des de les localitats-; el 'Concurs de mèrits' i 'Els discursos' -que defensaven representants de les entitats des del plató- i la 'Prova de tradició', a les localitats. Cadascuna d'aquestes quatre proves posava sobre la taula 10 punts en joc.
A més, es proposaven dues proves de rapidesa: la 'Prova de testimoniatge' i la 'Prova de qualitat', relacionades amb el tema de la setmana, on els equips participants havien de ser més ràpids en reunir allò que es demanava. Qui ho presentava primer obtenia 10 punts i qui ho feia en segon lloc, 5. A la part central del programa, dos representants es batien en 'La Competició' de 20 preguntes sobre el tema de la setmana. I al final, es desvetllava el resultat de la 'Prova de quantitat', en la que ambdós poblacions havien d'aconseguir el màxim número possible d'objectes -cada setmana diferents, relacionats amb la temàtica- en un temps aproximat d'una hora, i que atorgava 20 punts per al guanyador i 10 per al perdedor, sempre que aquest arribés, almenys, a la meitat de la xifra del guanyador.